# Boule (topologie)
Pour les articles homonymes, voir Boule.
 (septembre 2024).
En topologie, une boule est un type de voisinage particulier dans un espace métrique. Le nom évoque, à juste titre, la boule solide dans l'espace usuel à trois dimensions, mais la notion se généralise entre autres à des espaces de dimension plus grande (ou plus petite) ou encore de norme non euclidienne. Dans ce cas, une boule peut ne pas être « ronde » au sens usuel du terme.

## Définition générale
Dans l'espace usuel comme dans n'importe quel espace métrique {\displaystyle (E,d)} :
- la boule fermée centrée en un point {\displaystyle P} et de rayon réel {\displaystyle r\,} est l'ensemble {\displaystyle B'(P,r)} des points dont la distance à {\displaystyle P} est inférieure ou égale à {\displaystyle r} :

{\displaystyle {\mathcal {B}}'(P,r):=\left\{M\in E\,\mid \,d(M,P)\leq r\right\}} ;
- la boule ouverte correspondante est l'ensemble {\displaystyle B(P,r)\,} des points dont la distance à {\displaystyle P} est strictement inférieure à {\displaystyle r} :

{\displaystyle {\mathcal {B}}(P,r):=\left\{M\in E\,\mid \,d(M,P)<r\right\}}.
Dans un espace vectoriel normé, la boule unité ouverte est la boule ouverte {\displaystyle B(0,1)} centrée à l'origine et de rayon 1 (de même, la boule unité fermée est la boule fermée {\displaystyle B'(0,1)}).
Les boules d'un plan euclidien sont aussi appelées des disques.
Remarque : la définition des boules peut être étendue aux espaces pseudométriques qui généralisent la notion d'espace métrique.

## Exemples dans un espace à deux dimensions

Trois exemples de boules de rayon 1 dans pour différentes normes.

Dans l'espace à deux dimensions {\displaystyle \mathbb {R} ^{2}}, pour les trois normes qui suivent, les boules de rayon 1 correspondantes ont des formes différentes.
- la norme 1 : {\displaystyle \|\mathbf {x} \|_{1}=|x_{1}|+|x_{2}|}
- la norme euclidienne : {\displaystyle \|\mathbf {x} \|_{2}={\sqrt {|x_{1}|^{2}+|x_{2}|^{2}}}}
- la norme « infinie » : {\displaystyle \|\mathbf {x} \|_{\infty }=\max(|x_{1}|,|x_{2}|)}

## Propriétés
- Une boule ouverte est toujours un ouvert de l'espace métrique dans lequel elle est définie. De même, une boule fermée est toujours un fermé[1].
- Une boule ouverte de rayon strictement positif est d'intérieur non vide (puisque cet intérieur est la boule elle-même).
- Toutes les boules d'un espace métrique sont des parties bornées.

### Dans un espace vectoriel normé
Dans un espace vectoriel normé, la distance définie par {\displaystyle d(x,y)=\|x-y\|} est compatible avec la structure d'espace vectoriel : la distance est invariante par translation et une homothétie de rapport {\displaystyle \lambda } multiplie la distance par {\displaystyle |\lambda |}. Ainsi toutes les boules ouvertes (resp. fermées) de rayons strictement positifs sont semblables par translation et homothétie, et toute boule est symétrique par rapport à son centre.
Sur un espace vectoriel normé réel ou complexe, on peut définir la notion de segment et donc d'ensemble convexe. À l'aide de l'inégalité triangulaire on montre que les boules sont convexes.
Dans un espace vectoriel réel normé, l'intérieur d'une boule fermée est la boule ouverte de même centre et de même rayon, et l'adhérence d'une boule ouverte non vide est la boule fermée correspondante (par conséquent, la frontière d'une boule non vide est la sphère correspondante). Dans un espace métrique quelconque on a seulement :
{\displaystyle {\overline {B(P,r)}}\subset {\overline {B'(P,r)}}=B'(P,r)} et {\displaystyle \operatorname {Int} (B'(P,r))\supset \operatorname {Int} (B(P,r))=B(P,r).}

## Exemples de boules exotiques
- Dans l'espace réel à trois dimensions muni de la norme infini, les boules ont une forme cubique avec des faces perpendiculaires aux axes.
- Dans un espace discret (muni de la distance discrète), toute partie (en particulier toute boule ouverte et toute boule fermée) est un ouvert-fermé.
- Dans un espace muni d'une distance ultramétrique (comme l'anneau Zp des entiers p-adiques ou l'espace NN des suites d'entiers), les boules sont des ouverts-fermés, tout point d'une boule en est un centre et si deux boules se rencontrent, l'une est contenue dans l'autre.

## Utilisation
- Une partie d'un espace métrique est bornée si et seulement si elle est contenue dans une boule.
- Une partie d'un espace métrique est ouverte si et seulement si elle est la réunion des boules ouvertes qu'elle contient.
- Dans un espace métrique séparable (par exemple un espace euclidien), tout ouvert est une réunion dénombrable de boules ouvertes.
- Les boules (ouvertes ou fermées) de même centre et de rayons strictement positifs forment un système fondamental de voisinages de ce centre. En se limitant à une suite de rayons arbitrairement petits, on obtient même un système fondamental dénombrable de voisinages.
- Le théorème de compacité de Riesz énonce qu'un espace vectoriel réel normé est de dimension finie si et seulement si sa boule unité fermée est compacte.